# Bodemverontreiniging

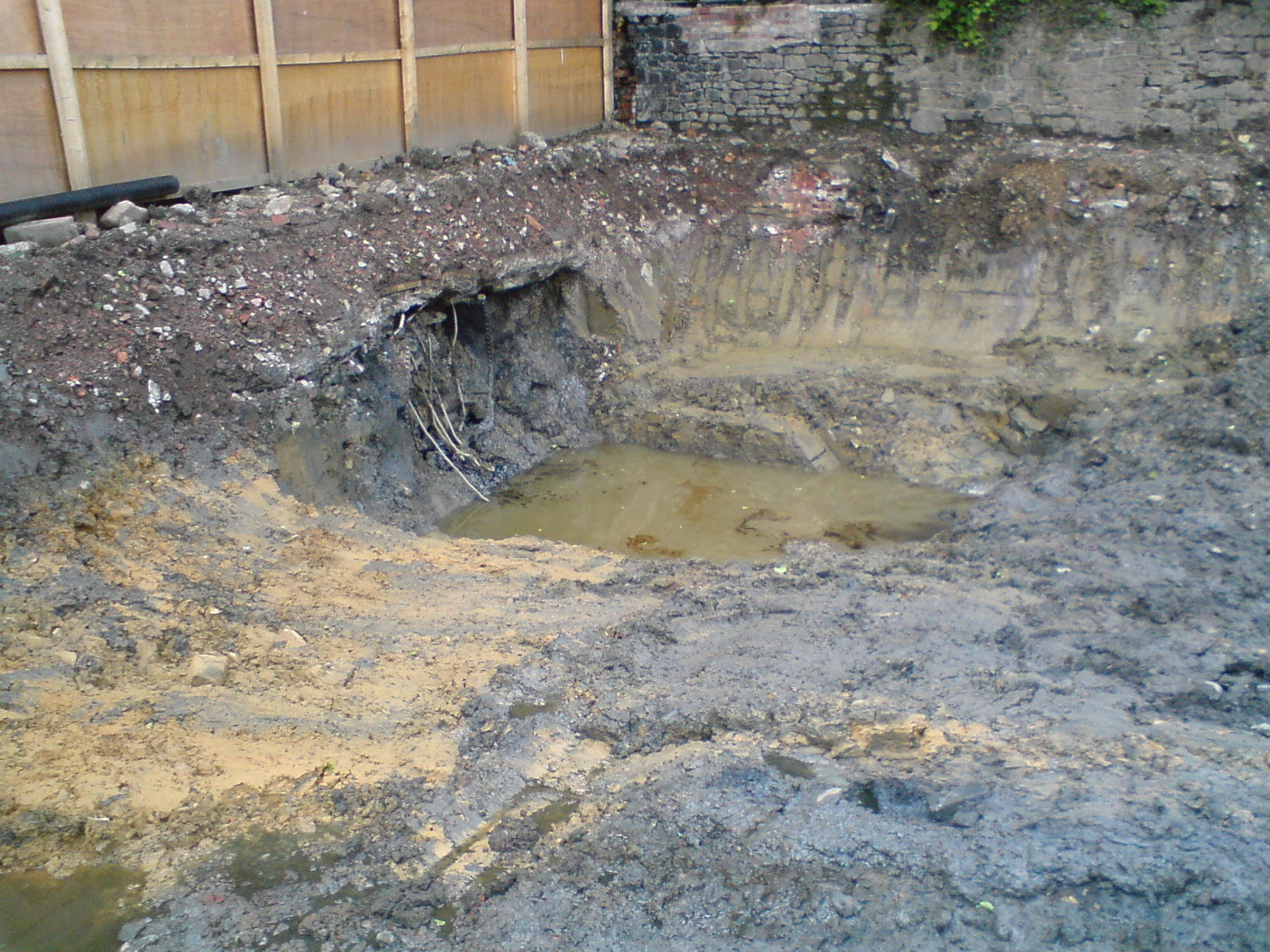
Bodemverontreiniging veroorzaakt door ondergrondse opslagtanks met teer. Ontdekt tijdens saneringswerken bij een niet meer gebruikte gasfabriek.

Bodemverontreiniging is de term die wordt gegeven aan door de mens aan- of ingebrachte stoffen of materialen die van nature niet in de bodem of het grondwater voorkomen en (kunnen) leiden tot schade aan het ecosysteem. Bodemverontreiniging is een vorm van milieuverontreiniging.

## Ontstaan van bodemverontreiniging
Verontreinigingen worden vooral veroorzaakt door de onzorgvuldige omgang met stoffen en het - legaal of illegaal - storten van afval. Voorbeelden zijn er te over en van (bijna) alle tijden. Zo staan huizen in oude steden niet zelden op een metershoge ‘stadslaag’, een laag die gevormd is door het eeuwenlang storten van stadsafval. In die laag liggen huisvuil en bouwresten van huizen, maar ook afval van kleine vervuilende industrieën als leerlooierijen en verffabrieken. De grond rond voormalige gasfabrieken is vaak ernstig vervuild. Die fabrieken lagen veelal buiten oude stadskernen op locaties die tegenwoordig in trek zijn voor woningbouw of recreatie. In de jaren 1970 zijn soms hele woonwijken bouwrijp gemaakt met verontreinigd baggerslib. Er zijn vuilnisbelten waar tot de jaren 1980 op grote schaal giftige en soms zelfs radioactieve stoffen al dan niet illegaal zijn gestort, zie onder andere Coupépolder en Lekkerkerk.
Ook rond benzinestations en ondergrondse olietanks uit die periode komt vaak bodemverontreiniging voor.
Ook in het landelijk gebied komen veel situaties voor waar de bodem bewust of onbewust vervuild is: een ongeluk met een vrachtwagen of trein met chemicaliën, een pomphouder die per ongeluk olie morst, (illegale) stortingen van giftige stoffen, bij aardgaswinning, chemisch reinigen, een fotolab dat ontwikkelaar door de gootsteen giet of een fabrikant die verontreinigd water of slib in een rivier loost. Op talloze manieren kunnen chemische stoffen, minerale oliën en andere milieugevaarlijke materialen als zware metalen en polycyclische aromatische koolwaterstoffen (PAK's) in het milieu komen. Bodemvervuiling ontstaat soms ook door lekkende, ondergrondse tanks.

## Juridische aspecten

### Nederland
Sinds 1987 geldt in Nederland de Wet bodembescherming (Wbb). Op grond van deze wet moet een ieder voldoende zorg voor de bodem in acht nemen. Op het moment dat er verontreiniging optreedt, moeten de gevolgen meteen ongedaan gemaakt worden. Dit is het zogenaamde ‘zorgplichtprincipe’ uit artikel 13 Wbb.
Met betrekking tot verontreinigingen ontstaan vóór 1987 geldt sinds 1 januari 2006 voor eigenaren van bedrijfsterreinen een saneringsplicht. Voor overige terreinen geldt geen saneringsplicht, maar in ernstige gevallen kan de Provincie wel een saneringsbevel opleggen. Sinds de inwerkingtreding van de wet in 1987 is van dit instrument echter vrijwel nooit gebruikgemaakt. 
Het tijdstip van saneren hangt af van de ‘ernst’ (afhankelijk van de aanwezige concentraties vervuilende stoffen en of deze de streef- en interventiewaarden overschrijden) en ‘urgentie’ (tegenwoordig spoedeisendheid genoemd) van het geval van bodemverontreiniging. Het doel van saneren is om de bodem weer geschikt te maken voor zijn functie.

### België
Sinds 22 februari 1995 geldt in België het decreet betreffende de bodemsanering (het bodemsaneringsdecreet) en het besluit van de Vlaamse regering van 5 maart 1996 (VLAREBO). Dit bepaalt hoe de aard van de vervuiling moet worden vastgesteld (de zogenaamde ‘code van goede praktijk’), hoe het moet worden gesaneerd en wie de kosten moet dragen. In Vlaanderen is de OVAM verantwoordelijk voor de opvolging van de dossiers en saneringen. In Wallonië is er nog geen besluit van de Waalse regering die het decreet in actie moet brengen, en bijgevolg geen saneringsplicht.

## Gezondheidsrisico's van bodemverontreinigingen
Bodemverontreinigingen veroorzaken zelden risico's voor de gezondheid, doordat er doorgaans maar beperkt blootstelling is aan de stoffen. In sommige gevallen kunnen er wel risico's zijn voor de gezondheid:
- Lood in de bodem kan risico's veroorzaken voor jonge kinderen.
- In de buurt van chemische wasserijen zitten soms vluchtige oplosmiddelen in de grond of in het grondwater. Deze stoffen kunnen verdampen en zo in een woning terechtkomen.
- Als mensen dagelijks groenten en fruit eten uit een moestuin met verontreinigde grond, dan kunnen zij te veel van bepaalde stoffen binnenkrijgen.